# Klaus Jürgen Diehl
Klaus Jürgen Diehl (* 3. Juli 1943) ist ein deutscher evangelischer Pfarrer im Ruhestand und Buchautor.

## Leben
Diehl wuchs in Lüdenscheid auf, studierte anschließend von 1963 bis 1968 Theologie, unter anderem an der Kirchlichen Hochschule Bethel wie auch den Universitäten von Heidelberg, Münster und Zürich. Seine berufliche Laufbahn begann er 1970 als Reisesekretär der Studentenmission in Deutschland. Von 1971 bis 1995 war er Bundeswart des CVJM-Westbundes. Danach war er bis zu seinem Ruhestand 2008 Leiter des Amtes für Missionarische Dienste der Evangelischen Kirche von Westfalen.
Er war Mitglied des Hauptvorstandes der Deutschen Evangelischen Allianz, arbeitete im Vertrauensrat der Arbeitsgemeinschaft Missionarische Dienste (AMD) in der Evangelischen Kirche in Deutschland (EKD) mit und gehörte von 1996 bis 2008 der EKD-Synode an. Geistlich geprägt wurde er vor allem durch Paul Deitenbeck.
Diehl ist Mitinitiator des 1999 gestarteten westfälischen Gemeindefestivals „maximale“ und war bis 2022 Vorsitzender der CVJM-Senioren-Initiative. Er ist Mitherausgeber mehrerer Bibelauslegungen, Verfasser der Bibellesehilfen „Die ersten Tage mit der Bibel“ und „In 99 Tagen durch die Bibel“ sowie des Gemeindekurses „Vom Glauben leise reden“ und bis heute Redakteur des Bibel-Kommentars „Bibel für heute“. Von 2014 bis 2022 leitete er die CVJM-Senioren-Initiative (CSI). Im Ruhestand ist er weiterhin als Buchautor und Verkündiger tätig.
Klaus Jürgen Diehl ist seit 1971 verheiratet mit seiner Frau Karin. Das Paar hat drei Kinder und wohnt in Wetter (Ruhr).

## Veröffentlichungen
- Sprich mit der Welt! Vom Zeugendienst der Christen, Aussaat-Verlag, Wuppertal 1975.
- Evangelium – zum Schleuderpreis? Wider die billige Gnade, Aussaat-Verlag, Wuppertal 1983, ISBN 978-3-7615-2299-8.
- Das Reich Christi ausbreiten. Auftrag und Gestalt der CVJM-Arbeit im Westbund, CVJM-Westbund, Wuppertal 3. Aufl. 1987.
- Keiner wird Gott los. Werkbuch Bibelarbeiten. Menschen aus dem Alten Testament, Brunnen-Verlag, Gießen 1990, ISBN 3-7655-2885-4.
- Missio Spots. Andachten für die Jugend- und Gemeindearbeit, Brunnen-Verlag, Gießen 1994, ISBN 978-3-7655-2897-2.
- Vom Glauben leise reden. [Kleine Sprachschule] Ein Kurs für die Gemeinde. Brunnen-Verlag, Gießen 2001, 4. Aufl. 2007, ISBN 978-3-7655-6354-6.
- Jesus bringt's. Ein Glaubenskurs für junge Leute, Brunnen-Verlag, Gießen 2004, ISBN 978-3-7655-5747-7.
- mit Christoph Morgner, Wolfgang Neuser, Hermann Traub, Friedhardt Gutsche, Frank Grundmüller (Hrsg.): Termine mit Gott 2009. 365 Tage mit der Bibel, Brunnen-Verlag, Gießen 2008, ISBN 978-3-7655-6006-4.
- Vater, Sohn und Heiliger Geist: Das Glaubensbekenntnis neu erklärt, Brunnen Verlag (Gießen) 2014, ISBN 978-3-7655-2018-1.
- Zwischenmahlzeit. 366 Vitamine für die Seele. Ein Andachtsbuch, CVJM-Westbund, Wuppertal 2015, EAN 2908135345301.
- Bloß nicht fromm werden!? 33 überraschende Entdeckungen über Gott und die Welt, Gerth Medien, Aßlar 2021, ISBN 978-3-95734-733-6.